# Sorthalset stork
Sorthalset stork (latin: Ephippiorhynchus asiaticus) er en storkefugl, der lever i det sydlige Asien og Oceanien.